# اسقف‌نشین انگلیکان پیتربورو
اسقف‌نشین انگلیکان پیتربورو (انگلیسی: Anglican Diocese of Peterborough) بخشی تشکیل دهنده از استان کانتربری کلیسای انگلستان در کشور انگلستان است. این اسقف‌نشین که در قرن شانزدهم میلادی تاسیس شده است شامل ۳۸۶ کلیسا می‌باشد و مرکز آن کلیسای جامع پیتربورو است.